# تشیلا
تشیلا (به چکی: Čilá) یک منطقهٔ مسکونی در جمهوری چک است که در ناحیه روکیتسانی واقع شده‌است. تشیلا ۱٫۹ کیلومتر مربع مساحت و ۱۸ نفر جمعیت دارد و ۳۳۲ متر بالاتر از سطح دریا واقع شده‌است.